# 皇朝經世文編
《皇朝经世文编》，是中国清代後期的文集，收錄與經世之學有關的文章。

## 成書、內容
19世紀前期，社會政治危機日益嚴重，儒家憂患意識加深，經世之學重新興起。1825-1826年，魏源和賀長齡編《皇朝經世文編》，成為晚清經世之學的劃時代文獻。全書分為學術、「治體」（朝廷）和清朝六部事務三大部份。“数十年来风行海内，凡讲求经济者无不奉此书为矩矱”。《皇朝经世文编》收錄有清初至道光三年間的文章二千二百多篇，共一百二十卷，強調是经世之文，因此包含了大量政治、外交、經濟、社會等史料。

## 續編
咸豐年間，張鵬飛刊行《皇朝經世文補編》，補充魏源原書。其後饒玉成(1882)、葛士濬(1888)及盛康(1892)都分別編有《皇朝經世文續編》，三書皆120卷，沿用魏源之書的體制。甲午戰爭後，更多經世著作問世，如陳忠倚(1898)《皇朝經世文三編》、邵之棠(1901)《皇朝經世文統編》、何良棟(1902)《皇朝經世文四編》、求是齋(1902)《皇朝經世文三編》及麥仲華(1902)《皇朝經世文三編》。梁在给麥文编作的序言中说：“吾友麦君曼宣过海上，出其经世文新编相示，某已读竟，乃喟然叹曰，其庶几吾孔子新民之义哉……中多通达时务之言，其于化陋邦而为新国有旨哉。”